# Балашов, Георгий Сергеевич
Георгий Сергеевич Балашов (1914—1947) — майор Советской Армии, участник Великой Отечественной войны, Герой Советского Союза (1944).

## Биография
Георгий Балашов родился 1 марта 1914 года в Воронеже в рабочей семье. После окончания начальной школы и фабрично-заводского ученичества работал слесарем на заводе. В 1936 году был призван на службу в Рабоче-крестьянскую Красную Армию. В 1939 году окончил Качинское военное авиационное училище лётчиков. В 1942 году вступил в ВКП(б). С апреля 1943 года — на фронтах Великой Отечественной войны. К январю 1944 года капитан Балашов командовал эскадрильей 402-го истребительного авиаполка 265-й истребительной авиадивизии 3-го истребительного авиакорпуса 8-й воздушной армии 4-го Украинского фронта.
К январю 1944 года Балашов совершил в общей сложности 103 боевых вылета, участвовал в 37 воздушных боях, сбив 15 вражеских самолётов.
Указом Президиума Верховного Совета СССР от 1 июля 1944 года Георгий Балашов был удостоен высокого звания Героя Советского Союза с вручением ордена Ленина и медали «Золотая Звезда».
К 9 мая 1945 года майор Г. С. Балашов выполнил 219 боевых вылетов, провёл более 60 воздушных боёв, сбил лично 19 самолётов противника.
После окончания войны в звании майора Балашов продолжил службу в Советской Армии, был инструктором-лётчиком истребительной авиационной дивизии в Группе советских оккупационных
войск в Германии. Трагически погиб (покончил с собой) 21 июля 1947 года. Похоронен на воинском кладбище в Потсдаме (Германия), по некоторым данным позднее перезахоронен в Липецке.
Был также награждён двумя орденами Красного Знамени, орденом Александра Невского, Отечественной войны 2-й степени, а также рядом медалей.